# 河村建夫
河村 建夫（かわむら たけお、1942年〈昭和17年〉11月10日 - ）は、日本の政治家。
山口県議会議員（4期）、自由民主党選挙対策委員長（第2代）、文部科学大臣（第3・4代）、内閣官房長官（第76代）、拉致問題担当大臣（麻生内閣）、衆議院予算委員長、議院運営委員長、衆議院議員（10期）を歴任した。

## 来歴
1942年〈昭和17年〉11月10日、山口県阿武郡三見村（現・萩市）に生まれる。山口県立萩高等学校を経て、慶應義塾大学商学部を卒業する。
1967年（昭和42年）の卒業後に、西部石油に入社。
1976年（昭和51年）、父・河村定一の死去に伴う山口県議会議員補欠選挙（萩市選挙区）に自由民主党公認で出馬し、初当選した。以後4回連続当選する。
1990年（平成2年）、引退する田中龍夫の後継で第39回衆議院議員総選挙に旧山口1区（定数4）から自民党公認で出馬し、当選（当選同期に岡田克也・佐田玄一郎・亀井久興・中谷元・森英介・福田康夫・石原伸晃・小林興起・塩谷立・古屋圭司・細田博之・松岡利勝・小坂憲次・山本拓・赤城徳彦・村田吉隆・簗瀬進・山本有二など）。以後10回連続当選。
1998年（平成10年）、所属していた三塚派内で森喜朗、亀井静香の主導権争いが先鋭化。亀井の離脱に伴い河村、中川昭一、平沼赳夫ら亀井グループが三塚派を退会し、伊吹文明・佐藤静雄らが属す中曽根派と合体して志帥会を結成した。
1999年（平成11年）、小渕第2次改造内閣で文部総括政務次官に就任。2000年（平成12年）、第2次森改造内閣で再び文部総括政務次官に就任。2001年（平成13年）、中央省庁再編後の第2次森改造内閣で初代文部科学副大臣に就任。
第1次小泉内閣発足により一旦退任するが、第1次小泉改造内閣で再度、文部科学副大臣に任命された。
第1次小泉再改造内閣では文部科学大臣に昇格して初入閣し、第2次小泉内閣まで務める。
2006年（平成18年）、同じ伊吹派所属の中川昭一政務調査会長の下、政調会長代理に任命された。
翌2007年（平成19年）、党広報本部長に就任。

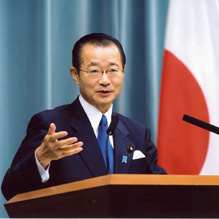
内閣官房長官時の河村

2008年（平成20年）、麻生内閣で内閣官房長官に任命され、2度目の入閣する。
2009年の第45回衆議院議員総選挙では、内閣官房長官の要職にあり、また全国的に自民党に猛烈な逆風が吹き荒れたが、対立候補に比例復活すら許さず、早々に7選を決めた。総選挙後、衆議院懲罰委員長に就任。
2010年（平成22年）、自民党選挙対策局長に就任。
2012年（平成24年）、自民党選挙対策局長が自民党選挙対策委員長に移行し、続投する形で就任。
2014年（平成26年）、志帥会会長の二階俊博が自民党総務会長就任に伴い、同派会長を退任。会長職は空席となり、会長代行の河村が同派の事実上の代表となる。
2015年（平成27年）4月、衆議院予算委員長大島理森の衆議院議長就任により、後任の予算委員長に就任。衆議院予算委員長時代から中国復旦大学復旦発展研究院国際顧問を兼任。
2016年（平成28年）1月、衆議院議院運営委員長に就任（同年10月に退任）。
2017年（平成29年）11月、再び衆議院予算委員長に就任。

### 政界引退
2021年（令和3年）7月15日、参議院議員・山口県選挙区の林芳正が記者会見を開き、年内に予定される第49回衆議院議員総選挙に山口3区から立候補する意向を表明。自民党幹事長が二階俊博であったことから、河村はこの動きに「現職優先が党の原則」と動じず、当選10回にして、選挙期間以外では初めて街頭に立ち、通過する車に手を振り続けた。
9月29日、自民党総裁選が行われ、岸田文雄が当選。「総裁派閥」の看板は林のものとなり、総裁選から2日後の10月1日、党山口県連は林を3区公認とするよう党本部に推薦した。
同年10月13日、河村は党本部に呼び出され、甘利明幹事長、遠藤利明選対委員長と面会。甘利と遠藤は、林との差がダブルスコア以上も開き、立憲民主党の候補より劣るとする最新の情勢調査結果を示し、立候補見送りを要請。その代わりとして、長男で秘書の河村建一を比例中国ブロック単独で立候補させる案を提示した。河村は地元に戻り、後援会幹部に調整をのむ意向を話した。同日夜、永田町にとんぼ帰りし、遠藤に政界引退を伝えた。10月15日、自民党は比例中国ブロックでの建一の公認を発表。
10月16日、自民党山口県連会長の岸信夫と県連幹事長の友田有は連名で、同党の遠藤選対委員長に要望書を提出。党本部が建一を比例中国ブロックの公認候補としたことについて「山口県連とは何ら関わりのない候補」などと激しく抗議し、同ブロック現職の杉田水脈を「名簿上位搭載にご配慮をいただきますよう、強くお願い申し上げます」と求めた。10月18日、建一は比例北関東ブロックからの出馬に急遽変更された。岸の実兄の安倍晋三が直接、遠藤選対委員長らに杉田の上位登載を要求したともされる。
10月31日、投開票。自民党は比例北関東ブロックで7議席を獲得。搭載順位32位の建一は次点で落選した。
同年11月1日、宇部市内にあった事務所の閉所式を行う。同年12月、党副総裁特別補佐に任じられる予定と報じられた。
同年12月2日から「未来構想会議」の会長、2024年4月から「クオンタムソリューションズ」の会長を務める。

## 政策・主張

### 表現規制推進
「ホラー映画などを社会から除去する事が少年犯罪問題の対症療法」という趣旨の発言を国会でしている。

### 選択的夫婦別姓制度推進
2002年（平成14年）7月には、「例外的に夫婦の別姓を実現させる会」の会長代理を務め、家裁許可制の選択的夫婦別姓法案の成立を目指した。
一方、2014年の調査では、選択的夫婦別姓制度導入について、「どちらとも言えない」としている。

### 外国人参政権推進
2007年（平成19年）11月7日に開催された、在日本大韓民国民団が主催する「永住外国人に地方参政権を！11・７全国決起大会」に参加し、「この問題に取り組んでいきたいのでここに来ました。私ども日韓議員連盟の合同総会では、ちゃんとやろうと決議していて、要望書をきちんと福田康夫総裁に渡し実現へ全力をあげることを強く求めていく」と述べた。
「在日韓国人の地方参政権問題は日本社会の成熟度を示すものだ」と推進しており、「在日韓国人に参政権を付与するのであれば在韓日本人にも付与するべきでは」という意見に対しては「そういう意見が出るのは、日本は島国ということもあって国際化が遅れており、外国人に対する基本的なスタンスが定まっていないからだ。旧世代には表現しがたい抵抗感があるのではないか。人権や反差別に対する教育が弱いのも原因になっている」と述べている。

### 人権擁護法案反対
人権擁護法案には反対の立場を取る。2005年（平成19年）に結成された、人権擁護法案の国会提出に反対する議員連盟「真の人権擁護を考える懇談会」では副会長を務める。

### 歴史教科書
『民団新聞』によると、文部科学大臣在任中の2004年（平成16年）6月14日、新しい歴史教科書をつくる会作成の教科書について、つくる会のシンポジウムにて「新しい定型によって新しい教科書が出て参ったことを、私は前進だと思います」と発言した。

### 朝鮮通信使
朝鮮通信使が訪れた縁故地における日朝・日韓の相互交流、相互友好親善促進を目的とする朝鮮通信使交流議員の会の会長を務め、江戸天下祭に参加した際には「江戸天下祭が盛り上がったのはひとえに朝鮮通信使のおかげ」としている。

### 慰安婦問題
2014年（平成26年）3月14日、日韓議員連盟を代表して韓国の国会を訪問し、与党セヌリ党党首の黄祐呂と面談。慰安婦問題の解決策に向けて取り組んでいくとともに、その他の比較的容易な懸案から解決方法を模索していくことで一致したと報じられた。

## 政治献金
- 全国たばこ販売政治連盟や全国たばこ耕作者政治連盟といったたばこ関連団体から、2010年から2014年にかけて55万円の政治献金を受けている[25]。

## 主な所属団体・役職等
- 中国復旦大学復旦発展研究院（国際顧問） - 衆議院予算委員長時代から[26]。
- 一般社団法人日中友好文化交流促進協会（会長）[27]
- 日韓親善協会中央会（会長）[28]
- 一般財団法人外国人材共生支援全国協会（顧問）[29]
- 山口県ペルー協会（会長）[30]
- 公益財団法人文字・活字文化推進機構（会長）[31]
- 日本書道文化協会（特別顧問）[32]

### 引退前に所属していた議員連盟・団体等

#### 内政・国内関係
- 自民党たばこ議員連盟[33]
- 日本の死刑制度の今後を考える議員の会（会長）
- 真の人権擁護を考える懇談会（副会長）
- 親学推進議員連盟（副会長）
- ボーイスカウト振興国会議員連盟（副会長）
- 例外的に夫婦の別姓を実現させる会（会長代理）
- 文化芸術振興議員連盟（会長）[34]
- 海事振興連盟
- 禁煙推進議員連盟
- 高速道路建設推進議員連盟
- 戦時中の空襲などによる被害者の救済をめざす超党派の国会議員連盟（会長）
- みんなで靖国神社に参拝する国会議員の会
- 神道政治連盟国会議員懇談会
- 日本の前途と歴史教育を考える議員の会
- 日本会議国会議員懇談会
- 音楽文化振興議員懇談会（幹事）
- マンガ・アニメ・ゲームに関する議員連盟（特別顧問）
- 政治分野における女性の参画と活躍を推進する議員連盟（会長）[35]
- リハビリテーションを考える議員連盟
- 心理職の国家資格化を推進する議員連盟（会長）
- 伝統芸能である能楽の振興を目指す議員連盟 (会長) [36]。
- IR議連
- ILC超党派議連（会長）
- 全国の書店経営者を支える議員連盟（現・街の本屋さんを元気にして、日本の文化を守る議員連盟、初代会長）

#### 外交・国際関係
- 北京オリンピックを支援する議員の会（副幹事長）
- 日華議員懇談会
- 日朝友好議員連盟
- 北朝鮮に拉致された日本人を早期に救出するために行動する議員連盟
- 自由民主党朝鮮半島問題小委員会（副委員長）
- 日中友好議員連盟
- 日カザフスタン友好議員連盟（会長）
- 日韓議員連盟（幹事長）
- 朝鮮通信使交流議員の会（会長）
- 日韓国交40周年国際学術会議（運営委員長）
- 日本・中国・韓国子ども童話交流の実行委員会（事務総長）
- ラグビーワールドカップ2019日本大会成功議員連盟（副会長）

## 親族
- 父・定一（ていいち）

山口県議会議員や県議会副議長を務めた。建夫によれば、生前の定一は田中龍夫の「城代」のような存在であり、その縁もあって、田中は衆議院議員を引退する際、自身の親族ではなく建夫を後継指名した。
- 弟・田中文夫

山口県萩市長。元山口県議会議員。
- 長男・建一（けんいち）

父・建夫の秘書を23年間務めた。前述の通り、2021年の衆院選に比例中国ブロックから立候補予定だったが、公示直前に比例北関東ブロックの名簿順位32位へ変更され、次点で落選。2021年12月には翌年の第26回参議院議員通常選挙比例区で自民党の公認内定を受け、建一は党山口県連への所属を直訴したが、林芳正に近い県議らの反発から実現せず、東京都連所属となった。2022年5月9日、山口市内で記者会見を開き、参院選への立候補を正式表明。全国比例区（参議院比例区）での出馬。7月の投開票の結果、約5万9千票を得たものの当選ラインに遠く及ばず、落選した。2023年春には自民党の東京27区支部長の公募に申し込んだが、1次書類審査で落選。2023年7月18日、自民党に離党届を提出し、同日受理された。翌19日、日本維新の会の次期衆院選東京都第6区の選挙区支部長に選任された。2024年10月27日投開票の第50回衆議院議員総選挙で同選挙区から出馬し、落選。比例復活も叶わなかった。12月23日、東京都第6区支部長に再任されなかったことから日本維新の会を離党した。2025年6月22日、2025年東京都議会議員選挙に無所属で世田谷区選挙区から出馬し落選。立候補者18名・当選者8名の中、16位の得票数であった。

## 発言
- 2009年（平成21年）6月17日の記者会見において、内閣総理大臣の麻生太郎と民主党代表の鳩山由紀夫との間で行われた党首討論について言及した。鳩山の自殺対策の意見について、河村は「お涙ちょうだいの議論を行うゆとりは無いのでは」と発言した。自殺対策に取り組んでいる各地のNPOから発言の真意を問う声が相次ぎ、河村はこれを受け陳謝した[51]。当時の河村は自殺総合対策会議会長を兼任しており、政府が推進する自殺対策の最高責任者であった。

- 2012年（平成24年）7月18日に新潟市で開かれた次期衆院選の同党候補の会合で講演し、「景気対策をどうするか、民主党政権は手つかずの状況で、日本の経済力に黄信号がともっている。その天誅（てんちゅう）が、まさに3・11の（東日本）大震災だった」と述べたが、講演後に釈明した[52]。

- 2017年（平成29年）6月22日、豊田真由子衆院議員が自身の政策秘書に暴力行為をおこなったと報じられたことについて、「かわいそうだ。男性の衆院議員なら、あんなのはいっぱいいる。気持ちは分かる」と述べ、擁護した[53]。その後、自身のFacebookで発言を撤回し釈明した[54]。

- 2019年（令和元年）11月6日、G20国会議長会議に出席するために訪日していた文喜相と日韓議員連盟幹事長の立場で会談。河村が記者会見で、文喜相が上皇に（同年中に行った従軍慰安婦に関連する発言について）謝罪の手紙を送ったとする話を明らかにすると、後日、文喜相は謝罪の手紙を送った事実ないとして河村の発言を否定した[55]。

- 2021年（令和3年）7月31日、山口県萩市の会合で「五輪で日本選手が頑張っていることは、われわれにとっても大きな力になる」と述べた。新型コロナウイルスが感染再拡大する中での五輪開催に批判的な声があることに対しては「五輪をやっていなくてもコロナが増えていたと思う」などと主張し「五輪がなかったら、国民の皆さんの不満はどんどんわれわれ政権が相手となる。厳しい選挙を戦わないといけなくなる」とも語った[56]。

## 栄典
- パラグアイ:国家功労勲章グランド・オフィサー（英語版） - （2019年）

## 不祥事・騒動

### 政治資金
2008年（平成20年）9月24日、行政指導を受けている7企業（旧日本道路公団発注の橋工事の談合事件に関連していたピーエス三菱など）から、410万円の献金を受けていたと報道される。河村の事務所側は「寄付を受けた当時は十分チェックしていなかった。調べて問題があれば返還する」 としている。

### 事務所費問題
2008年（平成20年）10月1日、河村の3つの政治団体が2007年までの3年間に、元女性公設秘書の自宅マンション（東京都千代田区）を事務所として届け出て、事務所費など計約2200万円の経費を計上していた。3団体は2008年3月に解散している。河村の事務所側は「事務所としての使用実態はあったが、誤解を受ける恐れがあると判断し解散した」と説明している。なお、マンション所有者は田中龍夫の息子・素夫。

### 労働保険未加入
2009年（平成21年）1月、河村の資金管理団体「建友会」が、勤務するスタッフに対する労働保険に未加入であった。
労働保険の中でも労働者災害補償保険は、雇用者がいれば加入義務があると労働者災害補償保険法により定められており、2004年（平成16年）12月頃、自由民主党本部は「建友会」に対し社会保険や労働保険に適切に加入するよう指導したが、「建友会」では放置されていた。2009年（平成21年）1月26日、河村は内閣官房長官として記者会見し、「労働問題が大きな社会問題となっており、私も含め閣僚は関係法令について厳正に対応しないといけない」と謝罪し、「建友会」も今後は労働保険に加入する意向を示している。

### 内閣官房機密費
第45回衆議院議員総選挙で自民党が敗北、下野が確定した直後の2009年（平成21年）9月1日（麻生内閣退陣の2週間前）、内閣官房報償費から月単位で通常の5倍に当たる2億5千万円を引き出していたことが判明した（支出権限者は自身）。大阪の市民団体「公金の違法な使用をただす会」から背任罪・詐欺罪で告発されている（2011年10月に不起訴処分）他、「政治資金オンブズマン」からも使用目的を開示するよう情報公開を申し立てられた（不開示となったため取り消し提訴に発展し、結果、2018年に一部開示を命じる判決が確定）。
2023年、河村は朝日新聞のインタビューに対し、官房長官在任中に選挙の陣中見舞いとして官房機密費を使ったと証言し、「官房長官として（応援に）呼ばれた際や、総裁が（応援に）行かないといけないケース」だと答えた。また、「野党対策とかの必要経費として（自民党の）国会対策委員会に渡した」と述べた。

### 統一教会との関係
- 2017年11月28日、統一教会（現・世界平和統一家庭連合）の関連組織である「日韓トンネル推進全国会議」の結成大会が東京都千代田区の海運クラブで開催[66][67]。同大会にビデオメッセージを送った[68]。
- 衆議院議員時代、日韓トンネル建設を推し進める国際ハイウェイ財団のウェブサイトで「まさに究極の日韓融合の一つの大きな事業になる」とスピーチをした。

## 著書
- 『この時代の教育の心 真の改革の姿を求めて 河村たけお対談集』、リバティ書房、1997年 ISBN 4-947629-01-0